# Charon gervaisi
Espèce
Charon gervaisi est une espèce d'amblypyges de la famille des Charontidae.

## Distribution
Cette espèce est endémique de l'île Christmas en Australie,.

## Description
La carapace de la femelle holotype mesure 5,30 mm de long sur 8,40 mm et l'abdomen 10,90 mm de long sur 6,44 mm.

## Étymologie
Cette espèce est nommée en l'honneur de Paul Gervais .

## Publication originale
- Harvey & West, 1998 : New species of Charon (Amblypygi, Charontidae) from northern Australia and Christmas Island. Journal of Arachnology, vol. 26, no 3, p. 273-284 (texte intégral).